# Lirobittium munitum
Lirobittium munitum är en snäckart som först beskrevs av Carpenter 1864.  Lirobittium munitum ingår i släktet Lirobittium och familjen Cerithiidae. Inga underarter finns listade i Catalogue of Life.